# On God
On God è il terzo singolo della rapper statunitense Mulatto estratto dal primo album in studio Queen of da Souf.

## Descrizione
Il singolo è il terzo e ultimo estratto dall'album in studio della rapper, Queen of da Souf, pubblicato il 10 settembre 2020. È stato prodotto da Bankroll Got It e da Diego Ave. Il brano contiene un'interpolazione del singolo di Kelis, Milkshake. Alla composizione del testo hanno collaborato anche Pharrell Williams, Lil Jon, gli Ying Yang Twins e Chad Hugo.

## Video musicale
Il video musicale è stato pubblicato su YouTube assieme al singolo ed è stato diretto e montato da Cole Bennett e pubblicato tramite il canale ufficiale di Lyrical Lemonade.

## Tracce
Testi e musiche di Alyssa Stephens, Joel Banks, Taylor Banks, Diego Avendano, Jonathan Smith, Jaucquez Lowe, Deonjelo Holmes, Eric Jackson, Jr., Jocelyn Donald, Joshua Woods, Pharrell Williams, Charles Hugo.
1. On God – 1:54

## Formazione
- Latto – voce
- Bankroll Got It – produzione
- Diego Ave – produzione
- Joey Galvan – registrazione
- Jess Jackson – mastering, missaggio